# Naturreservat Barsa-Kelmes
Das Naturreservat Barsa-Kelmes (russisch Барсакельмесский заповедник Barsakelmeski sapowednik, kasachisch Барсакелмес қорығы Barsakelmes Qoryghy) ist ein Naturreservat in Kasachstan im Bereich des Aralsees. Es schützt die ehemalige Aralsee-Insel Barsakelmes und umfasst auch weite umliegende Bereiche des heute trockenen Seebodens. Es umfasst mittlerweile 106.000 ha und ist heute stark von der Austrocknung des Aralsees geprägt. Die Trockengebiete des Reservates werden unter anderem von Halbeseln, Saiga-Antilopen und Kropfgazellen bewohnt.

## Lage
Barsa-Kelmes wurde im Jahr 1939 als Schutzgebiet ausgewiesen. Das Schutzgebiet liegt im Gebiet des Aralsees und umfasst Bereiche, die einst unterhalb des Wasserspiegels lagen, heute aber trocken liegen. Es setzt sich aus zwei Clustern zusammen, einem um die ehemalige Insel Barsakelmes und einem um die einstigen Inseln Kaskakulan und Uzun-Kair. Ursprünglich umfasste es lediglich die ehemaligen Insel Barsakelmes. Im Jahr 2006 wurde das Gebiet verzehnfacht und umfasst heute auch weitere ehemalige Inseln sowie trockengefallene Bereiche. Es erstreckt sich mittlerweile über 106.000 ha.

## Vegetation
Die Vegetation besteht hauptsächlich aus Trockensteppen. Die ehemaligen Seegebiete tragen heute auch salzige Sümpfe und Sanddünen.

## Tierwelt
Bedeutende Großtiere des Reservates sind Halbesel, Kropfgazellen und Saigaantilopen. Diese Huftiere wurden ursprünglich auf Barsa-Kelmes angesiedelt, als das Gebiet als Schutzgebiet ausgewiesen wurde. Im Jahr 1983 lebten 200 Saigaantilopen, 160 Gazellen und 240 Halbesel auf der Insel. Vor allem viele der Halbesel wurden in andere Reservate verbracht, als man sich der Kapazitätsgrenze näherte. Im Jahr 2008 lebten im Bereich des Schutzgebietes 273 Halbesel, 170 Saigas und 67 Gazellen. Weitere Säugetierarten sind Wolf, Rotfuchs, Steppenfuchs, Tolai-Hase, Grauer Zwerghamster, Kleiner Pferdespringer, Langohrigel und Ziesel. Insgesamt findet man 27 Säugetierarten im Reservat. Im Bereich des Schutzgebietes leben darüber hinaus etwa 175 Vogelarten, 22 Reptilienarten und zwei Amphibienarten.